# Phattalung (stad)
Phattalung (Thais: พัทลุง;) is een stad in Zuid-Thailand. Phattalung is hoofdstad van de provincie Phattalung en het district Phattalung. De stad heeft ongeveer 35.000 inwoners.

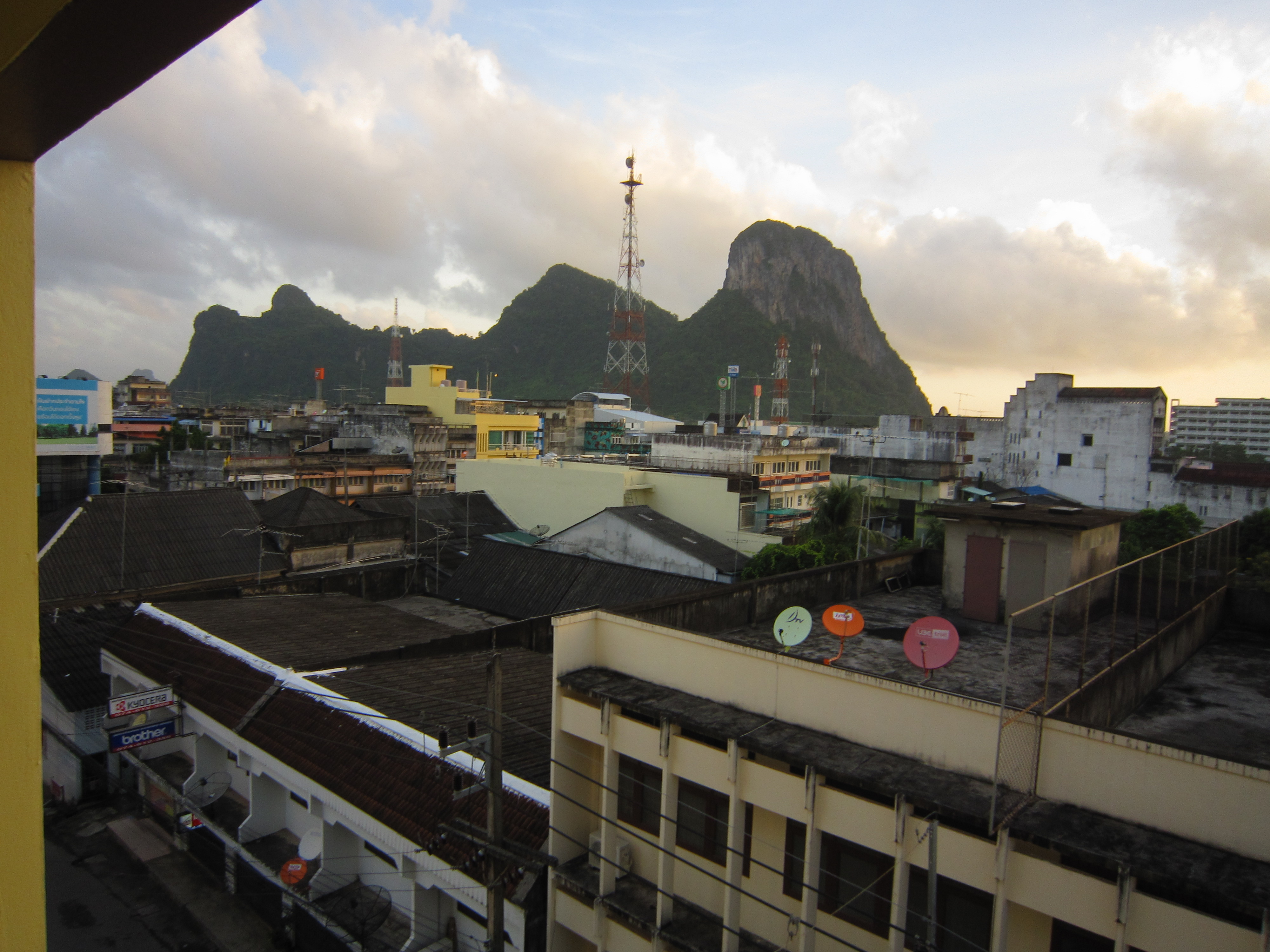
Phattalung